# Adamsbron

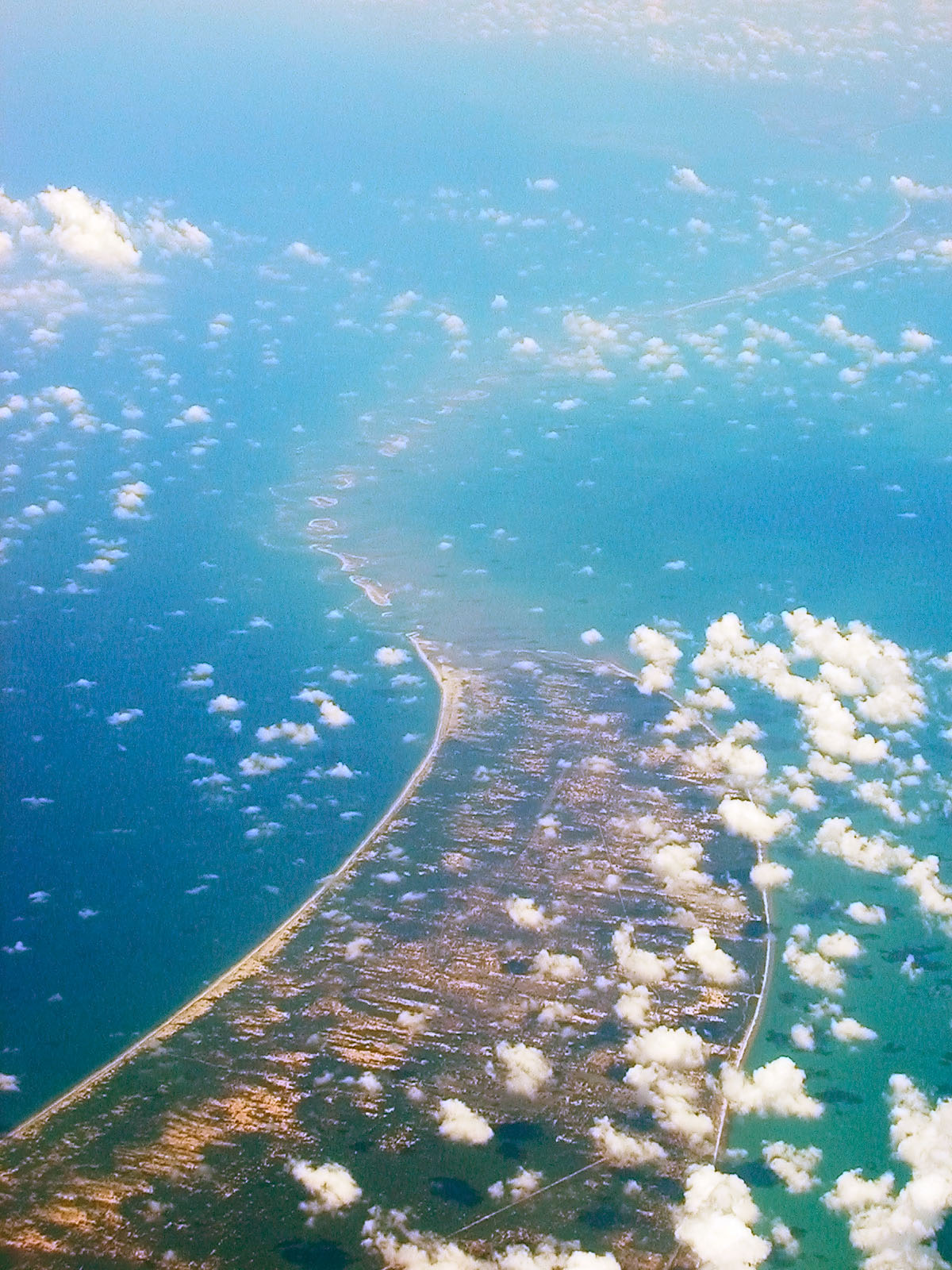
Flygfoto av Adamsbron

Adamsbron eller Ramas bro är en 48 km lång rad av korallrev och sandbankar i sundet mellan Mannar nära nordvästra Sri Lanka och Rāmeswaram längs Indiens sydöstra kust. Vattnet är inte djupare än en meter och Adamsbron utgör därför ett svårt hinder för sjöfarten i området.

## Historik och legender
Adamsbron anses utgöra en rest av en landförbindelse mellan Indien och Sri Lanka. Skrifter i Rameshwaramtemplet antyder att bron var helt ovan vattenytan fram till 1480, då bron förstördes av en storm.
Bron omnämns av Ibn Khordadbeh i hans Bok om vägar och kungariken 850 e.Kr. som "havets bro". Den första kartan där namnet Adams bro finns med är en brittisk karta från 1804, och namnet refererar till en islamisk legend där Adam gick över till Adam's Peak (Adams topp), där han stod på ett ben i tusen år och lämnade ett fotavtryck efter sig, Sri Pada. Enligt en gammal indisk sägen anlades Adamsbron av  Rama, en av den hinduiska guden Vishnus inkarnationer och huvudpersonen i det indiska eposet Ramayana. Det gjorde han för att kunna hämta tillbaka sin hustru Sita som rövats bort av demonkungen Ravana till Lanka.

## Galleri

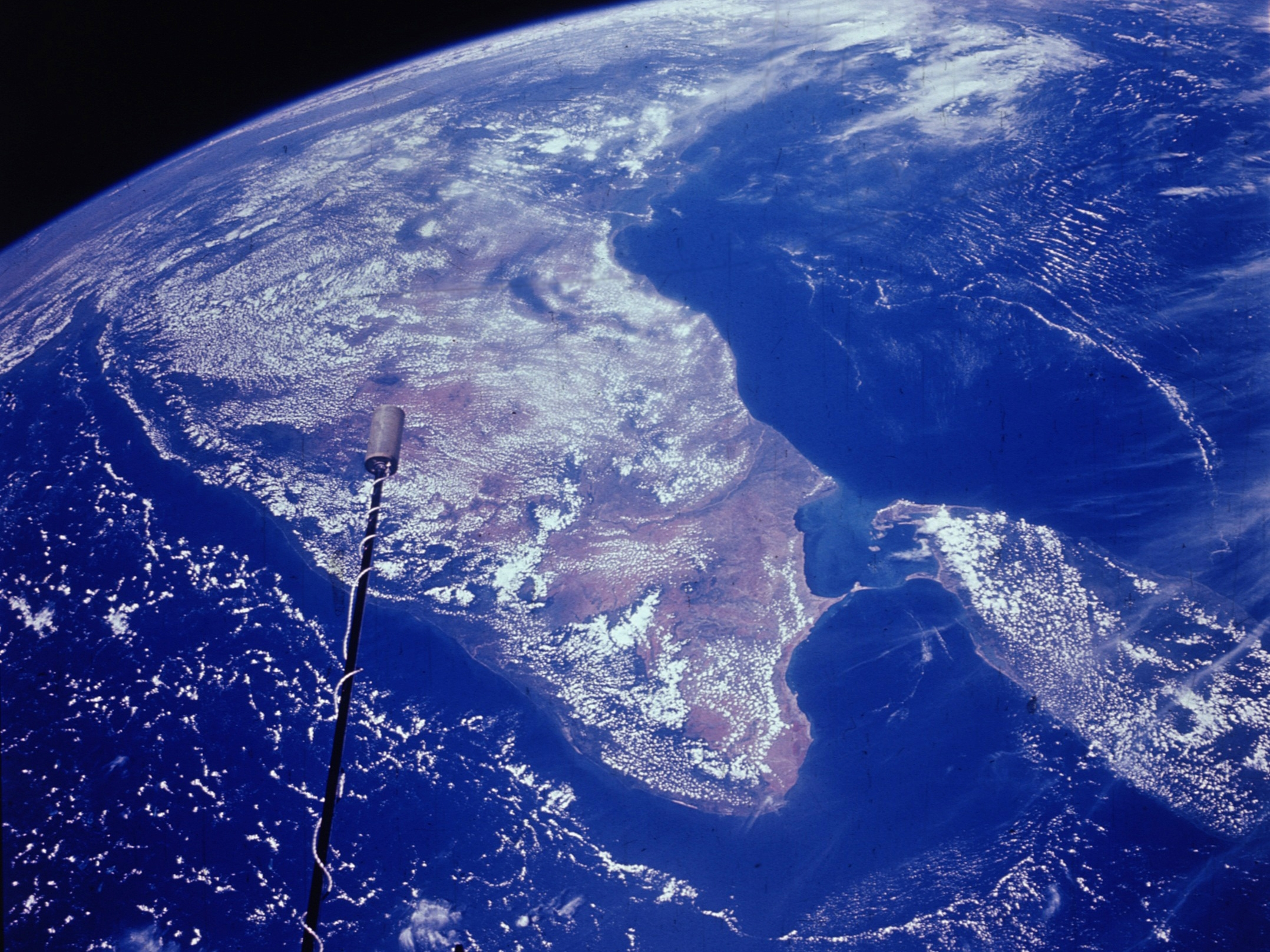
Satellitbild över sundet
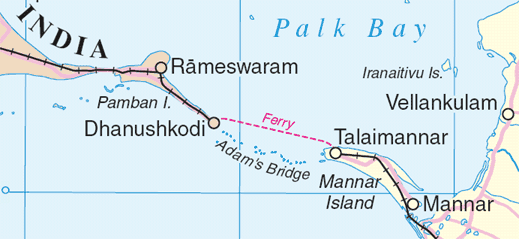
Karta över sundet
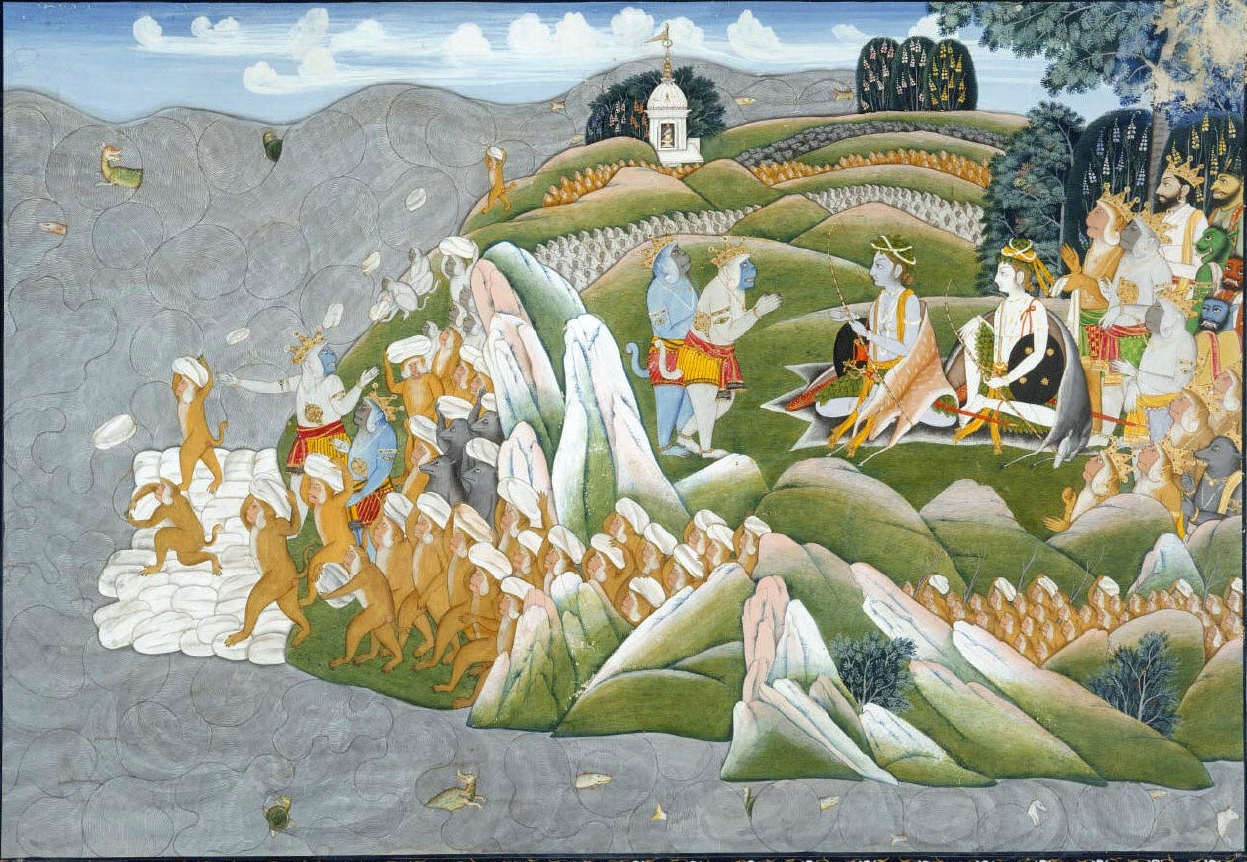
Brobygge enligt indisk legend